# Marcus Hedbrandh
Marcus Hedbrandh (Lund, 23 ottobre 1985) è un supermodello svedese di origini danesi.

## Biografia
Scoperto da un agente durante un viaggio ad Amsterdam, e comincia a lavorare come modello nel 2006. A febbraio del 2007 viene eletto modello della settimana dal sito Models.com.
È comparso sulle riviste L'uomo Elite, V, GQ e 10+, ed ha sfilato fra gli altri per DKNY, Dolce e Gabbana, Alexander McQueen, Burberry, Zegna, Missoni, Prada, Hermes, Jeroen Van Tuyl, Bottega Veneta e Ferragamo. Nel 2008 ha lavorato per la campagna pubblicitaria del marchio Dolce e Gabbana, insieme a Chad Dunn, Evandro Soldati, Michael Camiloto, Noah Mills, Sam Webb, Sean Harju, Tom Warren, e Tyson Ballou.
Nel 2008 la rivista Forbes ha stimato che Hedbrandh è il sesto modello di maggior successo al mondo.

## Agenzie
- VNY - New York
- Mega Agency - Amburgo
- UNIQUE DENMARK - Copenaghen
- Success Models - Parigi
- FM Agency - Londra
- Elite Model Management - Milano